# 維拉特號航空母艦
維拉特號（英語:INS Viraat (R22)，印地語：विराट，原意為「巨人」）是一艘已经退役的印度海軍半人馬級航空母艦。維拉特號退役前是印度海軍的旗艦，在超日王號航空母艦於印度海軍服役後，於2017年3月6日退役，其旗舰地位也由超日王號航空母艦取代。维拉特号若全配置海獵鷹戰鬥機可達30架。由向英國購買的競技神號改裝而來，其艦齡相當的老。

## 歷史
原為英國的半人馬級競技神號R12航空母艦，該艦從二戰期間1944年起開始建造，然而由於戰爭結束，英國對航空母艦的需求完全消失，施工進度慢，在1953年6月才完成。1982年參與了福克蘭群島戰爭的特遣艦隊，在1985年7月除役，在1986年4月24日以2,500萬英鎊賣給印度，在賣給印度之前，本艦已擁有船頭滑跳台和斜向甲板。2019年印度政府決定將報廢品出售。
2020年7月由亞洲最大拆船廠Shree Ram得標，拆解後的廢棄金屬將用於製造機車。9月拖往古吉拉特邦阿朗（Alang），开始進行拆解並作為廢料出售。

## 雷達
- BEL/Signaal RAWL-02對空雷達
- RAWS 08對空對水面雷達
- BEL Rashmi航海雷達
- EL/M-2221 STGR火控系統
- Plessey Type-904雷達
- FT 13-S/M Tacan導航系統
- Marconi Type-996對空搜索雷達
- Marconi Type-994對空/平面搜索雷達
- Racal Decca Type-1006導航雷達

## 艦載機

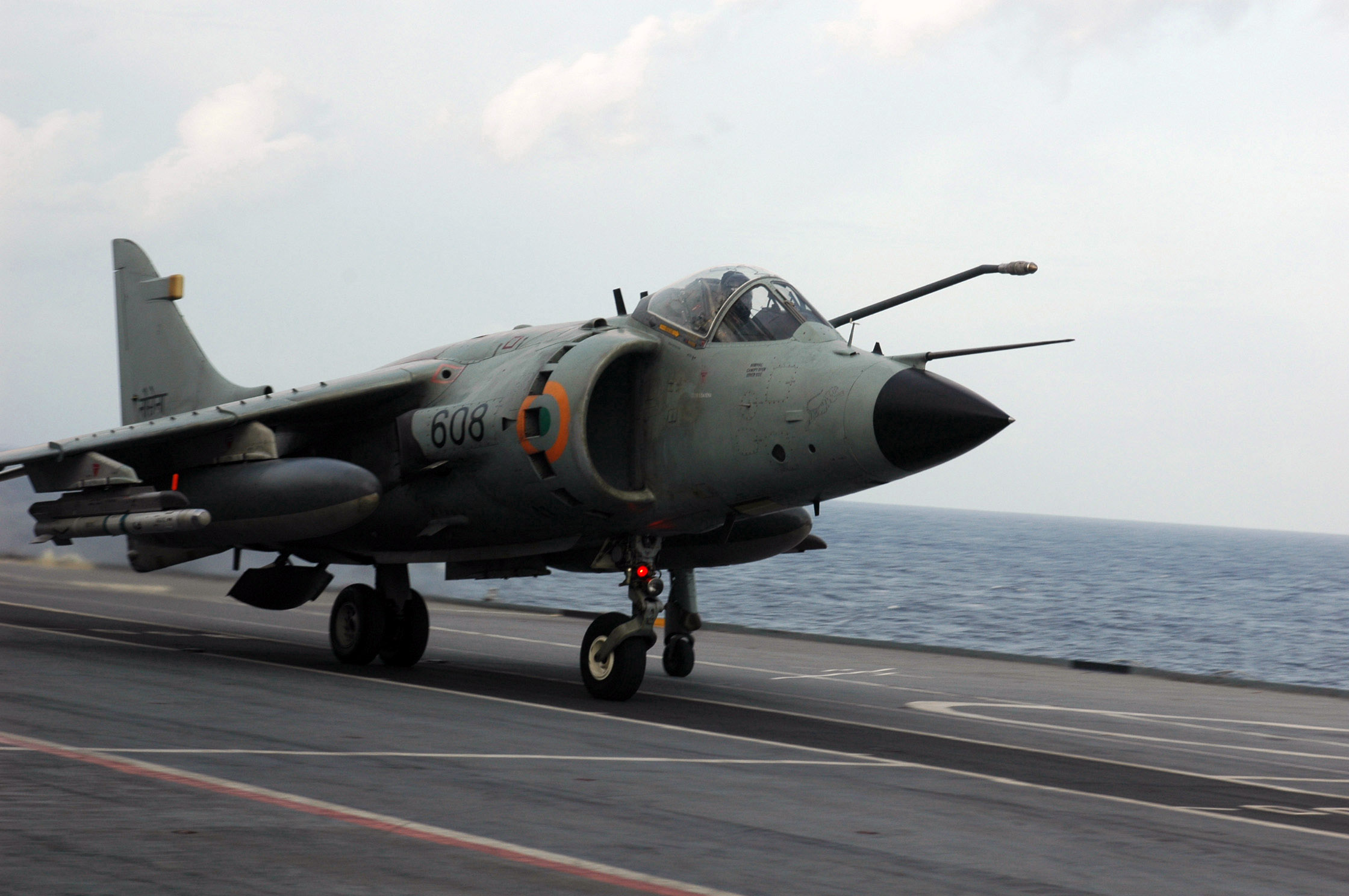
海獵鷹式垂直昇降戰機

維拉特號航空母艦最主要的艦載機是英國製海獵鷹式垂直昇降戰機，可運作海獵鷹战斗机和MK-42型反潜直升机或其他直升机，一共可搭載30架艦載機。

## 外部連結
- Indian Navy
- INS Viraat at Bharat Rakshak
- Malabar exercise （页面存档备份，存于）